# Eden Phillpotts
Eden Phillpotts [ìden fílpots], angleški romanopisec, pesnik in dramatik, * november 1862, Indija, † 29. december 1960, Broadclyst pri Exetru, grofija Devon, Anglija.

## Življenje in delo
Njegov oče Henry Phillpotts je bil častnik v indijski kopenski vojski. Phillpotts se je z materjo vrnil v Anglijo. Šolal se je v Plymouthu in deset let v Londonu delal kot zavarovalniški agent. Nato je postal pisatelj.
Napisal je veliko romanov in dram o narodnem parku Dartmoor v grofiji Devon. Dolgo časa je bil predsednik Zveze za ohranitev Dartmoorja (DPA), ustanovljene leta 1883, in se zelo zavzemal za njegovo ohranitev.
Objavil je 250 knjig. Eden od njegovih prvih romanov Widecombejski sejem (Widecombe Fair), nastal na podlagi letnega sejma v majhni vasi Widecombe-in-the-Moor, je služil kot osnova njegove komične igre Farmerjeva žena ( The Farmer's Wife). Po tej igri je Alfred Hitchcock leta 1927 posnel istoimenski nemi film. V njem so nastopili Jameson Thomas, Lillian Hall-Davis, Gordon Harker in Gibb McLaughlin.
Philpotts je vplival na Agatho Cristie, saj je bil njen sosed in prijatelj v njenem rojstnem kraju Torquay v Devonu.

## Izbrana dela
- Lažnivi preroki (Lying Prophets) (1897),
- Moje Devonsko leto (My Devon Year) (ISBN 1841141364),
- Otroci megle (Children of the Mist) (1898),
- Reka (The River),
- Krepostni tat (The Thief of Virtue),
- Vihar (The Whirlwind),
- Svetilnik (The Beacon),
- Sirota Dinah (Orphan Dinah),
- Ameriški jetnik (The American Prisoner),
- Devica v sodbi (Virgin in Judgment),
- Trije bratje (The Three Brothers),
- Otroci mož (Children of Men),
- Mati (The Mother),
- Skrivnostna ženska (The Secret Woman) (1905).